# Ponte Gobbo
Il Ponte Gobbo (detto anche Ponte Vecchio o Ponte del Diavolo) è un antico ponte di profilo irregolare, che attraversa il fiume Trebbia a Bobbio in provincia di Piacenza.

## Descrizione

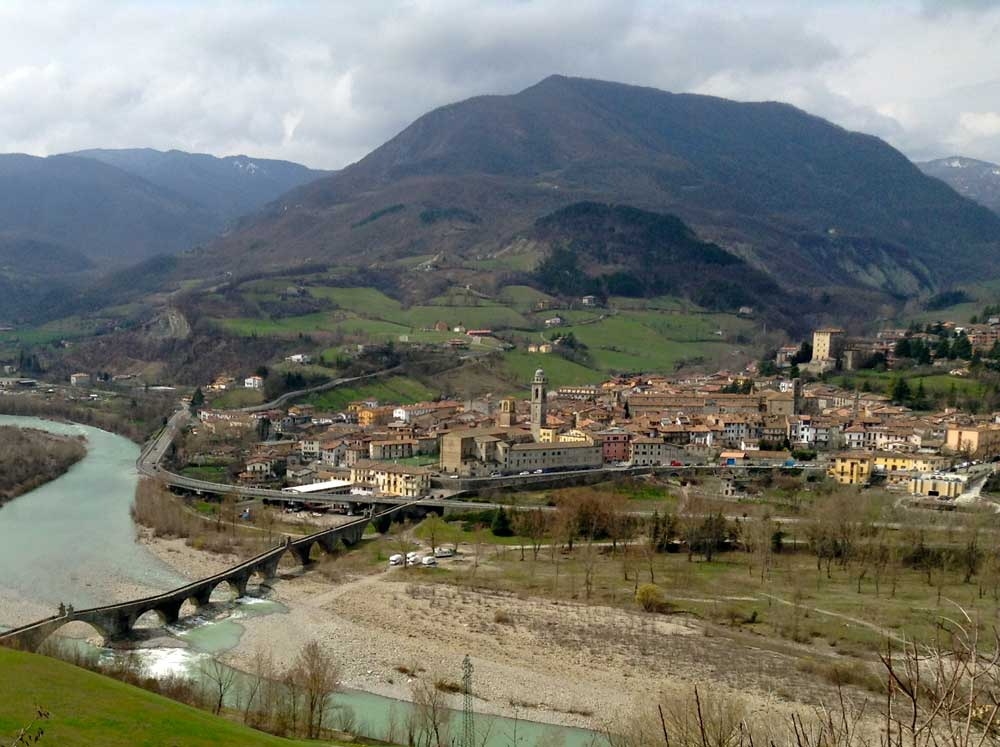
Panorama di Bobbio e del Ponte Gobbo

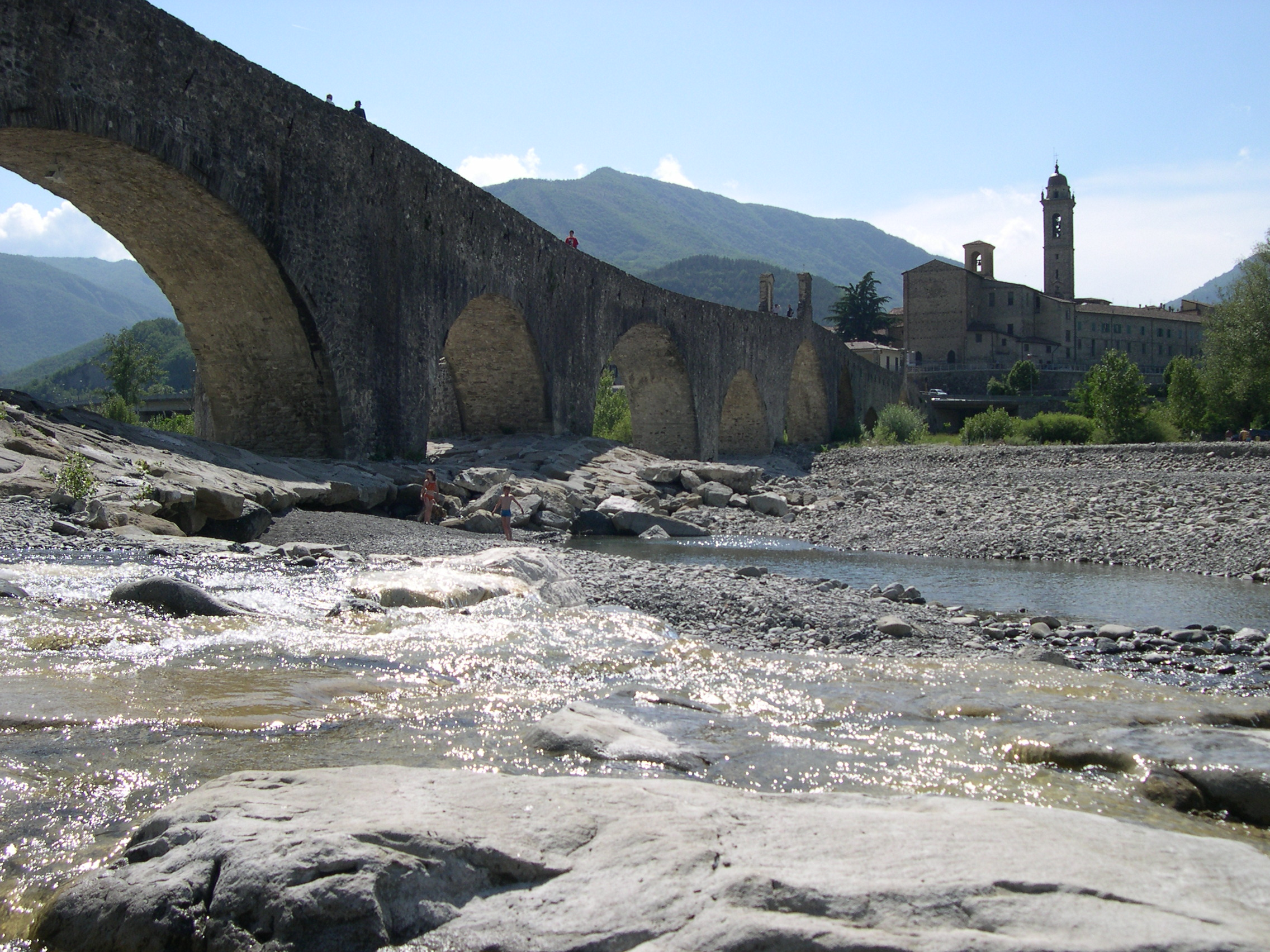
Il Ponte Gobbo e il Trebbia

Il Ponte Vecchio di Bobbio, lungo 273 metri, è stato denominato Ponte Gobbo per il particolare profilo irregolare con 11 archi diseguali tra loro e posti a diverse altezze.

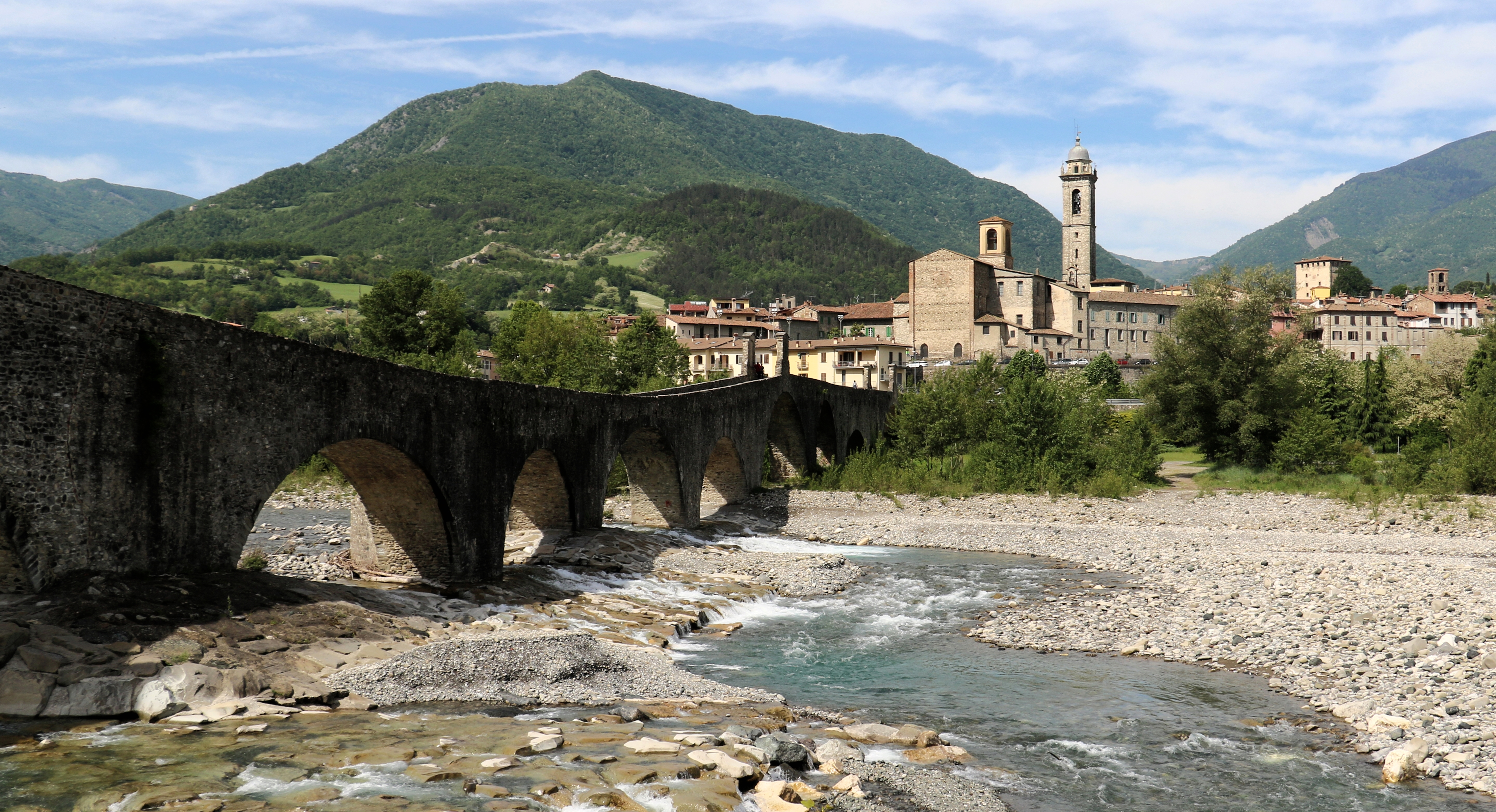
Panoramica dal ponte del borgo di Bobbio

Vi sono tre coppie di edicole o crocini, sopra le campate maggiori. Nelle due sopra l'arco maggiore (detto della Spessa) sono presenti due statue, che raffigurano san Colombano e la Madonna dell'Aiuto.

## Storia
L'epoca di costruzione del Ponte Vecchio, detto gobbo per l'irregolarità e la gibbosità dei suoi archi, non è databile, ma è di età romana e si può ipotizzare che sorse dopo la conquista romana dell'allora borgo ligure-celtico; subì numerosi rifacimenti nelle epoche successive.
Si sono ritrovate tracce di un ponte più antico sottostante che può ritenersi alto medioevale, precedente l'arrivo di san Colombano. La costruzione sovrastante risale al VII secolo ad opera dei monaci dell'abbazia di San Colombano. Negli Archivi storici bobiensi si trova un documento datato 6 aprile 1196 che testimonia la manutenzione del ponte.
Per l'insediamento di Bobbio era di vitale importanza avere un collegamento sicuro con le diverse attività sulla sponda destra della Trebbia: le saline termali, le terme di epoca romana e longobarda, la fornace del rio Gambado e la strada di collegamento con il Genovese e la Lunigiana (dove il monastero bobbiese aveva numerosi possedimenti). A causa del carattere torrentizio, la Trebbia ha piene improvvise e devastanti con frequente spostamento del letto in ghiaia, cosa che rende problematico il guado soprattutto nei mesi invernali.
Fino al XVI secolo il ponte era composto di pochi archi, un grande arco alla sponda destra della Trebbia con tre archi più piccoli. Le piene del fiume nel corso degli anni hanno inferto parecchie ferite al ponte in pietra, che venne sempre pazientemente ricostruito anche con modifiche sostanziali per migliorarne la sicurezza e la robustezza.
Verso il 1590 si cominciò ad allungarlo verso la sponda sinistra, su disegno del maestro Magnano da Parma, nel corso del XVII secolo il ponte arrivò ad avere undici arcate.
Per secoli il ponte fu meta di pellegrini e processioni religiose con benedizioni con la costruzione vicino agli argini di croci ed immagini votive (oggi alcune di esse sono ancora visibili).
Nel corso degli ultimi sei secoli il ponte ha avuto parecchi danni databili:
- 1452: il 26 settembre crollo di diverse arcate
- 1472: la Trebbia distrugge gli argini a monte, travolgendo l'ospedale S. Lazzaro e danneggiando il ponte
- 1533: ricostruzione di alcune arcate cadute precedentemente
- 1611: cade la grande arcata della Spessa
- 1655: il 7 gennaio crolla la grande arcata, la sua ricostruzione inizia solo nel 1672 e i due piccoli archi verso la città vengono trasformati in uno solo
- 1719: il fiume distrugge la sesta, settima e ottava arcata, la ricostruzione si protrae fino al 1759
- 1763: 1764 iniziano i lavori di difesa e consolidamento del ponte
- 1789: crolla la sesta arcata che viene ricostruita provvisoriamente in legno
- 1814: rovina l'VIII arcata e dopo quattro anni inizia la ricostruzione
- 1874: il 17 maggio si sparge la voce dell'arrivo degli austriaci dalla parte destra della Trebbia, viene fatto minare il ponte, ma per fortuna la voce si dimostra infondata
- 1971: il 28 gennaio alle ore 18,15 crolla l'arco maggiore della Spessa, oggi il ponte è stato ricostruito com'era.

La denominazione Ponte Gobbo nacque da una poesia dialettale Al Diavul al fa al Pont Gobb ad Bobbi del 1907 di Valente Faustini, che riprende l'antica leggenda rielaborandola liberamente variandola nel nome del ponte e un punto particolare: il diavolo costruisce il ponte gobbo per fargli un dispetto nella speranza di allontanare, per mezzo del ponte, gli abitanti dal monastero e dalla religione. In seguito rimase il nome anche in tono ironico-spregiativo, che voleva schernire i bobbiesi, denigrandoli di non aver saputo costruire un ponte (allora transitabile in automobile) a suo dire "come si deve" ma tutto gobbo.
Negli ultimi anni l'amministrazione comunale con le autorità preposte ha dato vita ad un ulteriore consolidamento, costruendo opere per frenare il corso del fiume e riparare il ponte da colpi di piene della Trebbia con piccoli argini a monte.
Attualmente il ponte è transitabile solo a piedi, essendo la sua carreggiata abbastanza stretta.
Secondo la studiosa Carla Glori, questo sarebbe il ponte raffigurato nello sfondo della Monna Lisa di Leonardo da Vinci.

## Leggende

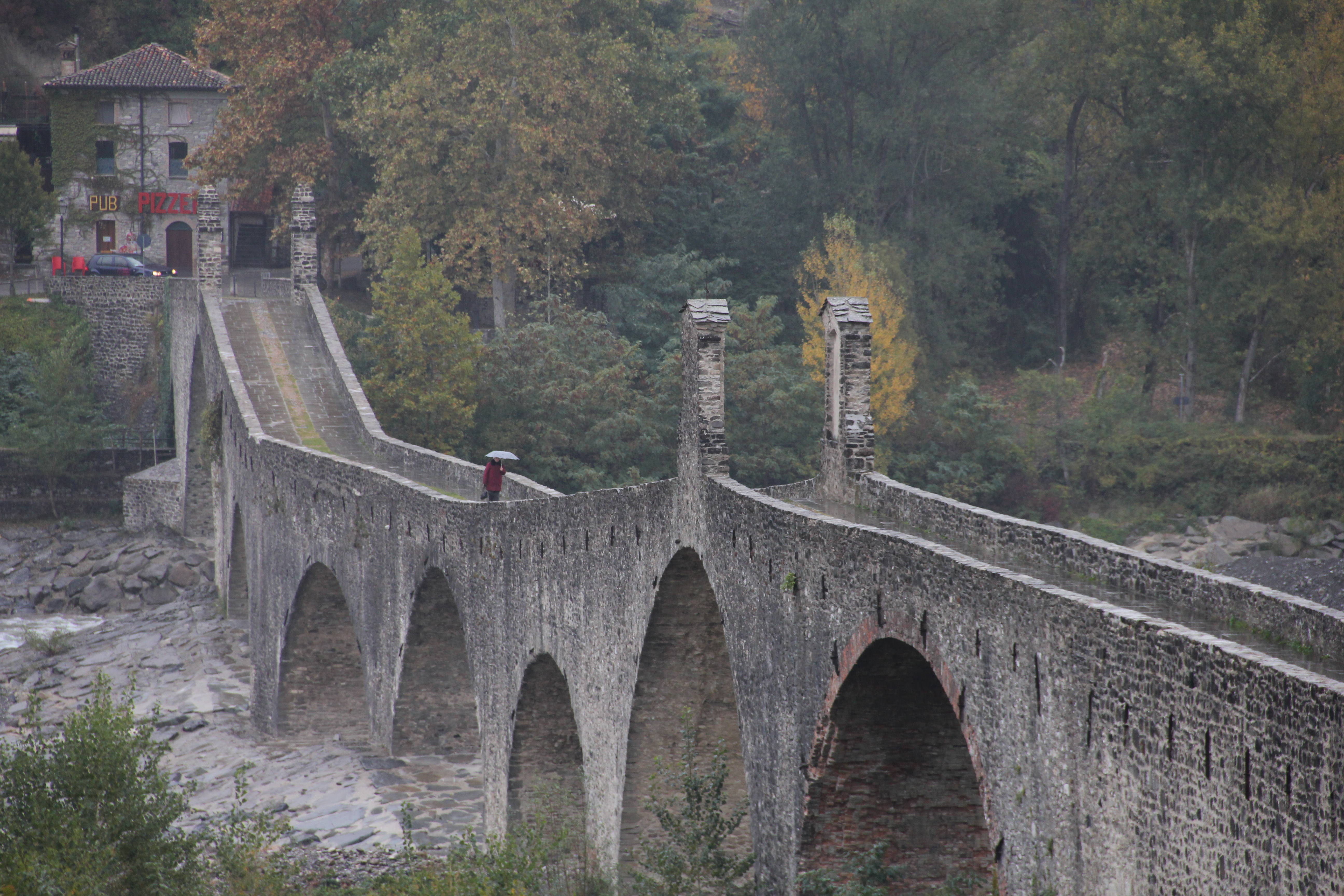
Il Ponte del Diavolo

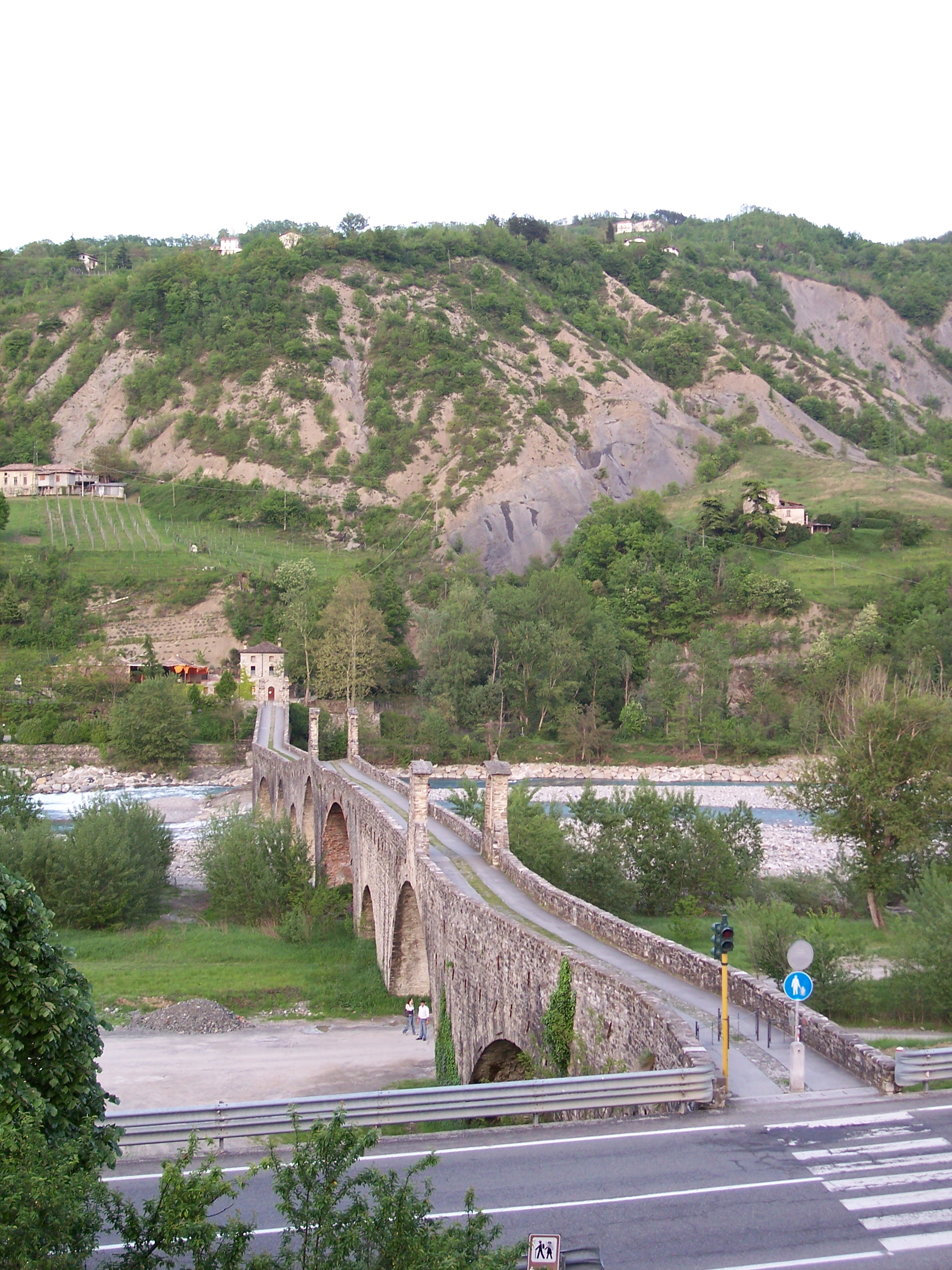
Il Ponte Gobbo da Bobbio attraversa la Trebbia con archi irregolari per la passeggiata in sponda destra, visibile in fondo Co del Ponte e la famosa Erta

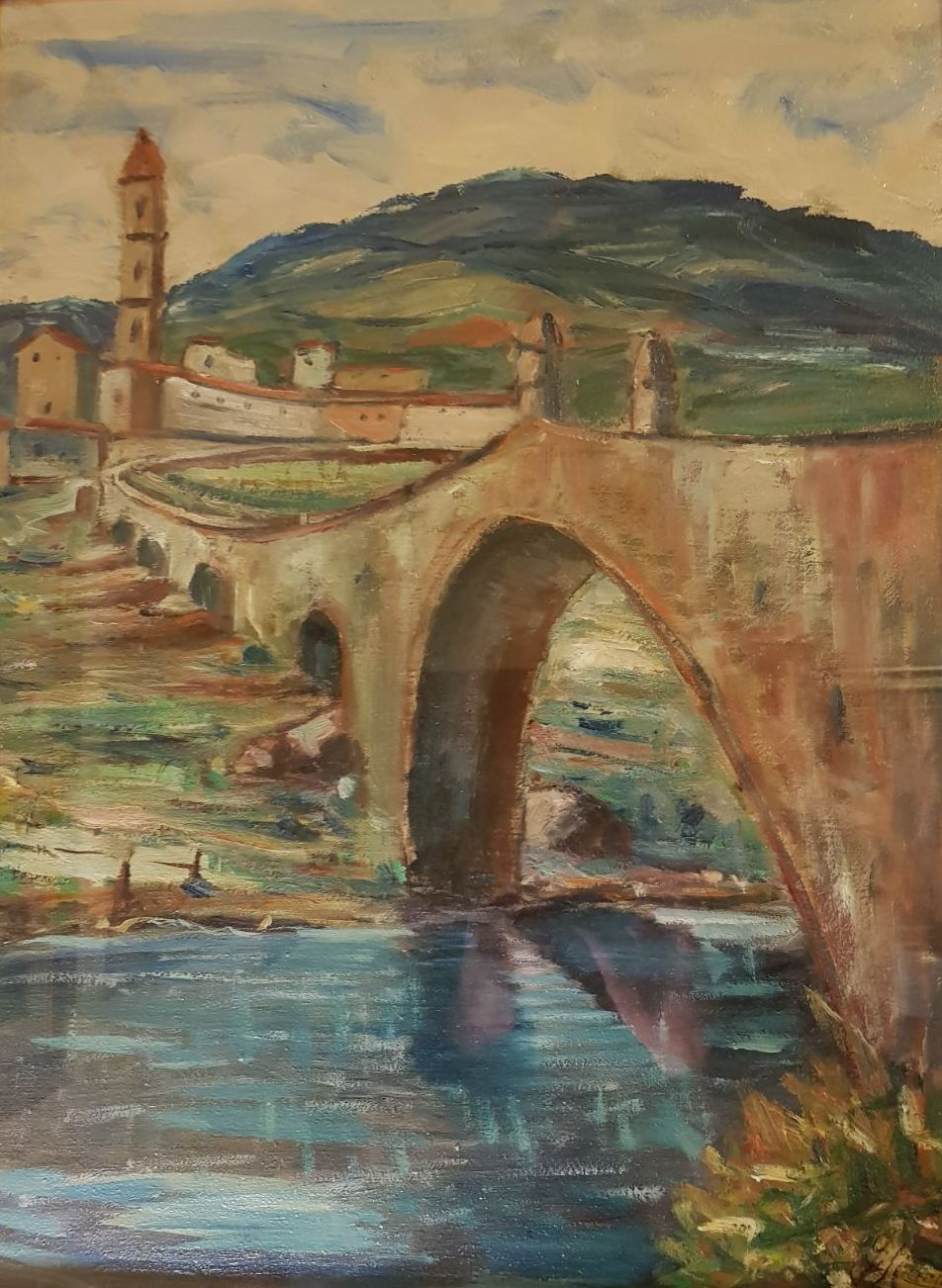
Il ponte di Bobbio di Foresto Marianini, 1960

Nel medioevo, la costruzione di un ponte era un'opera di grande ingegno, considerata quasi prodigiosa. Per questo la costruzione dei ponti ha dato origine a molte leggende, che spesso avevano come protagonista il diavolo, in quanto congiungere due luoghi che la natura (e Dio) aveva voluto separati era vista da molti come un'opera "diabolica".
Secondo una prima antica tradizione, il maligno contattò san Colombano, promettendogli di costruire il ponte in una notte, in cambio della prima anima mortale che lo avrebbe attraversato. Il santo accettò. Nella notte, il diavolo convocò vari diavoletti che lo aiutarono nell'opera muratoria, reggendo le volte del ponte. I demoni erano di statura diversa e così le varie arcate del ponte uscirono di dimensioni variabili. Al mattino, il diavolo si appostò all'estremità del ponte, per esigere il suo compenso. San Colombano gli mandò un cagnetto. Il diavolo, turlupinato, se ne tornò all'inferno, non prima di avere sferrato un calcio al suo manufatto, che da allora è anche sghembo.
Altre versioni della stessa storia vedono l'attraversamento da parte di altri animali: una da parte dell'amico orso aggiogato sui monti, in un'altra il Demonio costruisce il ponte senza gobbe e san Colombano fa attraversare il ponte ad un asino; il Diavolo, per disperazione, si gettò nella Trebbia che scorreva sotto il ponte e la sua caduta in acqua causò la deformazione del ponte, che da allora è detto gobbo.
In un'altra versione, il diavolo comprò l'anima dell'oste che risiedeva al di là della Trebbia (dove ancora oggi vi è un pubblico esercizio).
Secondo un'ulteriore versione, l'oste, non riconoscendo il diavolo, ma un vecchio gobbo con il bastone, auspicò il collegamento della trattoria con la città con la deviazione della via commerciale verso Genova e Chiavari (la strada attuale fu costruita solo recentemente), in vista di un aumento cospicuo delle sue entrate. Il vecchio gli chiese se era disposto a vendere l'anima; lui rise, ma poi annuì e strinse la mano al vecchio, che si mise a ridere sonoramente insieme all'ignaro oste. La mattina seguente tra le nebbie apparve il ponte tra lo stupore generale. Ma successivamente la moglie dell'oste notò una stranezza: la gente che vi passava si esprimeva con turpiloqui e bestemmie nel superare faticosamente le gobbe del ponte, e dopo varie fatiche si abbandonava all'alcool della trattoria dimenticando i doveri familiari.
Un giorno la moglie si alzò prima dell'alba e ai primi raggi del sole vide che sul ponte, nella nebbia mattutina, usciva un alito di vento che si trasformava in demone e poi in uomo, e vi riconobbe il vecchio gobbo.
Quella mattina andò a messa e raccontò tutto al vescovo, che capì il perché la gente veniva sempre meno a messa e con la moglie stabilì un piano.
La sera, la donna invitò il vecchio a cena e lo fece abbuffare ed ubriacare fino a quando si addormentò, mentre il Vescovo, con i parroci e alcuni parrocchiani rimastigli fedeli, iniziò a benedire il ponte e a costruire zone votive con croci e statue religiose (parti di esse sono ancora visibili).

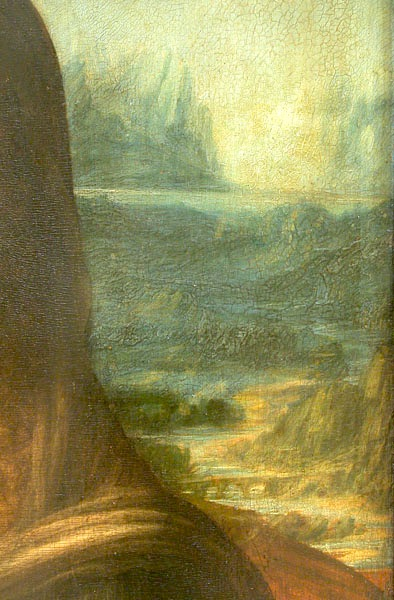
Leonardo, la Gioconda, paesaggio destro con il ponte.

Il vecchio si svegliò all'alba e all'altezza dell'arco maggiore vide il Vescovo che innalzava il suo bastone pastorale al cielo. Allora incominciò ad imprecare, ma prima di sparire maledisse il ponte e batté il suo bastone dicendo che ciclicamente, ogni qual volta la religiosità sarebbe diminuita, avrebbe mandato delle piene della Trebbia a distruggere il ponte, che fu da allora denominato Gobbo o del Diavolo.

## Nell'arte
Studi recenti sul paesaggio (2015), condotti dallo studio piacentino Bellocchi, hanno validato, attraverso una ricostruzione in 3D e altre verifiche tecniche, la ricerca di Carla Glori (pubblicata nel 2011) che identifica la Gioconda in Bianca Giovanna Sforza sullo sfondo di Bobbio, essa figlia primogenita legittimata di Ludovico il Moro, moglie di Galeazzo Sanseverino e Signora di Bobbio, Voghera e Castel San Giovanni; le risultanze della verifica effettuata supportano l'ipotesi che il ponte dipinto da Leonardo (alla destra di chi osserva e sulla sinistra della celeberrima Gioconda) coincida con il Ponte Gobbo di Bobbio, collocando il punto di vista presso una finestra sulla facciata nord-est del castello Malaspina-Dal Verme.